# Face Value
Face Value je první sólové studiové album anglického hudebníka Phila Collinse. Vydáno bylo v únoru roku 1981 společností Virgin Records (pouze ve Spojeném království), mezinárodně jej vydalo vydavatelství Atlantic Records. Producentem alba byl sám Collins, asistentem produkce byl Hugh Padgham. Prvním singlem z alba byla píseň „In the Air Tonight“. Kromě autorských písní se na albu nachází také coververze písně „Tomorrow Never Knows“ od skupiny The Beatles. Dále je na albu zahrnuta nově nahraná verze písně „Behind the Lines“ z alba Duke (1980) skupiny Genesis, v níž Collins působil. V několika zemích album dosáhlo platinové desky.

## Seznam skladeb
1. „In the Air Tonight“ – 5:27
2. „This Must be Love“ – 3:55
3. „Behind the Lines“ – 3:54
4. „The Roof Is Leaking“ – 3:15
5. „Droned“ – 2:49
6. „Hand in Hand“ – 5:20
7. „I Missed Again“ – 3:40
8. „You Know What I Mean“ – 2:33
9. „Thunder and Lightning“ – 4:11
10. „I'm Not Moving“ – 2:30
11. „If Leaving Me Is Easy“ – 4:54
12. „Tomorrow Never Knows“ – 4:18

## Obsazení
- Phil Collins – zpěv, bicí, perkuse, klavír, bicí automat, syntezátor, tleskání, konga, marimba
- Daryl Stuermer – kytara, banjo, dvanáctistrunná kytara
- John Giblin – baskytara
- L. Shankar – housle, tampura
- Alphonso Johnson – baskytara
- J. Peter Robinson – syntezátor
- Joe Partridge – slide kytara
- Stephen Bishop – doprovodné vokály
- Eric Clapton – kytara
- Arif Mardin – aranžmá smyčců
- Don Myrick – saxofon
- Louis Satterfield – pozoun
- Rahmlee Michael Davis – trubka, křídlovka
- Michael Harris – trubka, křídlovka
- Ronnie Scott – saxofon
- Gavyn Wright – housle
- Bill Benhem – housle
- Bruce Dukov – housle
- David Woodcock – housle
- Liz Edwards – housle
- Irvine Arditti – housle
- Ken Sillitoe – housle
- Peter Oxen – housle
- Richard Studt – housle
- Roger Best – viola
- Brian Hawkins – viola
- Simon Whistler – viola
- Tony Pleeth – violoncello
- Clive Anstee – violoncello
- Nigel Warren-Green – violoncello
- Chris Lawrence – kontrabas